# T Vulpeculae
T Vulpeculae (T Vul / HD 198726 / HR 7988) es una estrella variable en la constelación de Vulpecula, la zorra, situada 1,1º al norte de 31 Vulpeculae.
Al igual que U Vulpeculae, en esta misma constelación, es una variable cefeida.
El brillo de T Vulpeculae oscila entre magnitud aparente +5,41 y +6,09 a lo largo de un período de 4,43546 días.
Dicho período se incrementa con el tiempo, a razón de 1,05 segundos por año.
Tiene tipo espectral medio F5Iab y su temperatura efectiva es de 5690 K.
Su radio es 38 veces más grande que el radio solar, más bien pequeño para una cefeida; la antes mencionada U Vulpeculae es un 50% más grande que ella mientras que el tamaño de la también cefeida X Cygni es tres veces mayor.
Su contenido metálico es prácticamente igual al del Sol, con un índice de metalicidad [Fe/H] = +0,01.
Tiene una masa de 4,5 masas solares.
Su distancia respecto al sistema solar, obtenida a partir de la paralaje medida por el telescopio espacial Hubble, es de aproximadamente 526 pársecs o 1720 años luz.